# Транскрибиране на български език
При транскрибирането на български език стремежът е звуковете да се предават възможно най-точно, като тези които не присъстват в българския език, се предават с най-близкото им българско съответствие. Утвърдените в българския език имена се запазват и не подлежат на транскрибиране: Лас Палмас, а не Палмас (от исп. Las Palmas); Париж, а не Пари; Бавария, а не Байерн; Солун, а не Тесалоники.
За по-неизвестните имена е препоръчително да се посочва, при първо споменаване, мястото на ударението в транскрибираното име.

## Предаване на чуждите звукове
Меките съгласни, свойствени на някои чужди езици, по възможност се предават на български език също с меки съгласни (включително ж, ч и ш). Например Жювизи (от френски Juvisy), Шьонефелд (от немски Schönefeld). Пред гласната е се пише й, но не се пише ь. Например Йелоустоун, а не Елоустоун (от англ. Yellowstone), Майер, а не Маер (от немски Mayer), Севине, а не Севинье (от френски Sévigné) и Негош, а не Ньегош (от сръб. Његош). Изключения: Крагуевац (от Крагујевац), Сараево (от Сарајево). Пред гласната и не се пише нито й, нито ь. Например Канитас, а не Каньитас (от исп. Cañitas). В краесловие и пред съгласна никога не се пише ь, например Гогол, а не Гоголь, Антоколски, а не Антокольски.
В края на думиите -иа дава -ия. Например Мария, а не Мариа (от исп. Maria), Калабрия, а не Калабриа (от итал. Calabria).
Чуждоезиковата редукция се отразява на български тогава, когато не е типична за българския език. Например Палма ди Сима вместо Палма де Сима, защото редукцията на е до и не е допустима в българския книжовен език. Когато редукцията обаче еднотипна с редукцията в българския книжовен език (т.е. сближаване на неударено а до ъ и на неударено о до у), тя не се отразява при транскрибиране. Например Джонатан, а не Джонътън и Порто, а не Порту.
Употребата на звучни или беззвучни съгласни следва правописа, а не изговора на оригиналния език. Например Страсбург, а не Стразбург (от фр. Strasbourg), Солсбъри, а не Солзбъри (от англ. Salisbury), Зигфрид, а не Зикфрит (от нем. Siegfried).
Буквата r в английски, немски и др. имена се запазва, дори и когато не се произнася в изходния език. Например Джордж, а не Джоодж (от англ. George), Хановер, а не Хановъ (от нем. Hannover).
До р и л за благозвучност при нужда се добавя ъ следвайки обичайната практика на български език.
Руското неударена гласна о се предава на български език без да се взема предвид специфичното руско „акане“. Например Бородино, а не Бърадино, Попов, а не Папоф.
Руски фамилни и географски имена, завършващи на -ий, се предават на български език без крайното й. Например Чайковски, а не Чайковский. При личните имена обаче й се запазва. Например Георгий, Юрий.
Украинските и словашки буквосъчетания ов, ав, ев, ив (съответно ov, av, ev, iv) с вокализирана гласна в, даваща при изговор у, се пишат на български език така, както и в изходния език, т.е. с в. Например Шевченко, а не Шеученко (от урк. Шевченко), Бардейов, а не Бардейоу (от слов. Bardejov).

## Правопис
В повечето случаи правописът на транскрибираното собствено име следва правописа на оригиналния език, т.е. употребата на големи и малки букви, слято и разделено писане, апостроф и др. се запазват. Например Ню Йорк, а не Нюйорк (срв. New York), Новиград, а не Нови град (от сръбски Новиград), Нови Сад, а не Новисад (от сръбски Нови Сад), Айл ъф Догс, а не Айл Ъф Догс или Айл-ъф-Догс (от англ. Isle of Dogs), Жана д'Арк, а не Жана Дарк (от френски Jeanne d'Arc), О'Нийл, а не Онийл или о'Нийл (от англ. O'Neill).
Когато на първа позиция стои служебна дума в сложно съставно лично или географско име, тя се пише с главна буква. Например Дьо Гол, но Шарл дьо Гол.
Определителният член се изпуска. Например Рона (от френски Le Rhône), Таймс (от англ. The Times). При лични имена обаче членът се запазва, например Ал Ахрам.
Тирета между съставните части се слагат само при собствени лични и фамилни имена. Например Жан-Жак, а не Жан Жак (от френски Jean-Jacques), но Сент Етиен, а не Сент-Етиен (от френски Saint-Etienne). Тирета се използват също за ограждане на т.нар. „свързваща съгласна“ s във френския език, например Шанз-Елизе (от Champs-Elysées).